# Beinn Mheadhoin
Beinn Mheadhoin – szczyt w paśmie Cairngorm, w Grampianach Wschodnich. Leży w Szkocji, w regionie Moray. 